# 5000
5000（五千、五〇〇〇、ごせん、five thousand）は、自然数または整数において、4999の次で5001の前の数である。

## 性質
- 5000は合成数であり、約数は1, 2, 4, 5, 8, 10, 20, 25, 40, 50, 100, 125, 200, 250, 500, 625, 1000, 1250, 2500, 5000である。
  - 約数の和は11715。
  - 約数の和が奇数になる120番目の数である。1つ前は4900、次は5041。
- 39番目のアキレス数である。1つ前は4608、次は5292。
- 899番目のハーシャッド数である。1つ前は4995、次は5004。
  - 5を基とする22番目のハーシャッド数である。1つ前は4100、次は10040。
- 1/5000 = 0.0002
  - 逆数が有限小数になる41番目の数である。1つ前は4096、次は5120。(オンライン整数列大辞典の数列 A003592)
  - 割合にすると 0.02% (200ppm) である。
- 5000 = 23 × 54
  - 2つの異なる素因数の積で p 4 × q 3 の形で表せる4番目の数である。1つ前は2000、次は5488。(オンライン整数列大辞典の数列 A179666)
- 5000 = 5 × 103
  - n = 10 のときの 5n 3 の値とみたとき1つ前は3645、次は6655。(オンライン整数列大辞典の数列 A244725)
- 5000 = 2 × 502
  - n = 50 のときの 2n 2 の値とみたとき1つ前は4802、次は5202。(オンライン整数列大辞典の数列 A001105)
- 5000 = 8 × 252
  - n = 25 のときの 8n 2 の値とみたとき1つ前は4608、次は5408。(オンライン整数列大辞典の数列 A139098)
- 約数の和が5000になる数は2個ある。(3747, 4999) 約数の和2個で表せる254番目の数である。1つ前は4980、次は5010。
- 各位の和が5になる56番目の数である。1つ前は4100、次は10004。

## その他 5000 に関連すること
- 5000系（5000を形式名に持つ鉄道車両のリスト）
- 日本では二番目に高額な紙幣として五千円紙幣が発行されている。
- 5000メートル競走、5000メートル競歩はいずれも陸上競技種目の一つ。
- 英語で Five thousand であるが、同じアルファベットが2度は登場しない。そのような数で最大のものである。
- 自動車のナンバープレートの希望番号制で「5000」は抽選対象番号だったが、2001年1月4日から抽選非対象番号となった。
- 5000 Voltsは、イギリスのディスコ音楽グループ。

## 5001 から 5999 までの整数

### 5001 から 5200 までの整数
- 5003 - ソフィー・ジェルマン素数
- 5009 - 5011と組で127番目の双子素数
- 5020 - 友愛数 (5020, 5564) の前者
- 5021 - 5023と組で128番目の双子素数
- 5039 - ソフィー・ジェルマン素数、n! − 1 型の階乗素数として7番目のもの
- 5040 = 24 × 32 × 5 × 7 = 7! 、高度合成数、14周(14×360)
- 5041 = 712 =7!+1。n!+1で表せる3番目の平方数で、既知のものでは最大である。(他に知られている残りの2つは25と121である。)
- 5050 - 100番目の三角数、カプレカ数、日本のバンドのひとつ → 5050 (バンド)
- 5051 - ソフィー・ジェルマン素数
- 5059 - スーパー素数
- 5076 - 十角数
- 5081 - ソフィー・ジェルマン素数
- 5087 - 安全素数
- 5099 - 5101と組で129番目の双子素数、安全素数
- 5100 - 双子素数の和(2549 + 2551)
- 5120 = 210 × 5。八進法で 12000(8) になる。素因数分解形が 2i × 5j の数で、1つ前は5000、次は6250。
- 5150 - ヴァン・ヘイレンのアルバム → 5150 (アルバム)
- 5171 - ソフィー・ジェルマン素数
- 5184 = 722 = 26 × 34。六進法で 40000(6) 、十二進法で 3000(12) 、十八進法で G00(18) になる。素因数分解形が 2i × 3j の数で、1つ前は4608、次は5832。双子素数の和(2591 + 2593)。
- 5189 - スーパー素数
- 5200 = 24 × 52 × 13

### 5201 から 5400 までの整数
- 5226 - 九角数
- 5231 - ソフィー・ジェルマン素数
- 5231 - 5233と組で130番目の双子素数
- 5244 = 222 + 232 + … + 292 = 202 + 212 + … + 282 、連続する平方数の和として2通り以上に表せるもののうち14番目[1]
- 5250 - IBM 5250
- 5279 − ソフィー・ジェルマン素数
- 5280 = 25 × 3 × 5 × 11 、1マイルは5280フィート。
- 5292 - カプレカ数
- 5300 - NHK で使用されているニュース制作システム → 5300 (放送)
- 5303 - ソフィー・ジェルマン素数
- 5329 = 732
- 5333 − ソフィー・ジェルマン素数
- 5335 - 22 × 22 の魔方陣の一列の和
- 5340 - 八面体数
- 5365 - 十角数
- 5387 - 安全素数
- 5392 = 46 + 64 レイランド数。
- 5399 - ソフィー・ジェルマン素数かつ安全素数（22番目）[2]

### 5401 から 5600 までの整数
- 5405 - 15番目のルース＝アーロン・ペア(5405, 5406)の前者
- 5406 - 15番目のルース＝アーロン・ペア(5405, 5406)の後者
- 5417 - 5419と組で131番目の双子素数
- 5419 - 二進法による独自周期素数（英語版）
- 5441 - ソフィー・ジェルマン素数、5443と組で132番目の双子素数
- 5456 - 三角錐数
- 5461 - 超プーレ数（英語版）
- 5476 = 742
- 5483 - 安全素数
- 5500 - 九角数
- 5501 - ソフィー・ジェルマン素数、5503と組で133番目の双子素数
- 5507 - 安全素数
- 5519 - 5521と組で134番目の双子素数
- 5525 - 四角錐数
- 5536 - テトラナッチ数
- 5544 = 23 × 32 × 7 × 11 、5以外の一桁の自然数と11と12の最小公倍数
- 5564 - 友愛数 (5020, 5564) の後者
- 5566 - 五角錐数、台湾のアイドルユニットのひとつ → 5566 (音楽ユニット)
- 5571 - 完全トーティエント数

### 5601 から 5800 までの整数
- 5625 - 752
- 5639 - ソフィー・ジェルマン素数かつ安全素数(23番目)、5641と組で135番目の双子素数
- 5651 - 5653と組で136番目の双子素数、5653と5657と5659の組で11番目の四つ子素数
- 5657 - 5659と組で137番目の双子素数
- 5662 - 十角数
- 5711 - ソフィー・ジェルマン素数
- 5719 - ツァイゼル数
- 5741 - ソフィー・ジェルマン素数、ペル数、マルコフ数、5743と組で138番目の双子素数
- 5768 - トリボナッチ数
- 5776 = 762
- 5778 - リュカ数
- 5781 - 九角数
- 5798 - モツキン数

### 5801 から 5999 までの整数
- 5807 - 安全素数
- 5830 - 不思議数
- 5831 - 73 × 17 = 7×833。
- 5832 - 183。十八進法で 1000 となる。18n になる数で、1つ前は324、次は104976。素因数分解形が 2i × 3j になる数で、1つ前は5184、次は6144。
- 5849 - ソフィー・ジェルマン素数
- 5849 - 5851と組で139番目の双子素数
- 5867 - 5869と組で140番目の双子素数
- 5879 - 安全素数
- 5879 - 5881と組で141番目の双子素数
- 5903 - ソフィー・ジェルマン素数
- 5927 - 安全素数
- 5929 = 772
- 5939 - 安全素数
- 5967 - 33×13×17、十角数
- 5984 - 三角錐数